# Jobriath
Jobriath, właściwie Bruce Wayne Campbell (ur. 14 grudnia 1946 w Filadelfii – zm. 3 sierpnia 1983 w Nowym Jorku) – piosenkarz glamrockowy, tworzący w latach 1973-1974, wokalista grupy Creatures.

## Życiorys
U Jobriatha widoczne są inspiracje muzyką poważną, kabaretową oraz zespołami brytyjskiej inwazji. Jego występy charakteryzowała kameralność, efekciarstwo częstokroć idące w stronę agresywnej obyczajowej prowokacji. Artystą zainteresowała się wytwórnia Elektra. Z czasem, Jobriath zaczął być kojarzony jako symbol amerykańskiego glam rocka, a jego popularność wzrastała, lecz sprzedaż jego płyt była zaskakująco niska. Do tego dołączył kryzys osobisty i uzależnienie od narkotyków. W roku 1983 Jobriath zmarł na AIDS.

## Twórczość
Twórczość Jobriatha już u współczesnych spotkała się z ostrą krytyką. Zarzucano mu kiczowatość i powielanie stylu Davida Bowiego. Jednym z powodów odrzucenia była również niechęć publiki do seksualnych wybryków Jobriatha oraz jego bezpruderyjnych homoseksualnych manifestów. Ponadto Jobriath znalazł się na pierwszym miejscu 100 najgorszych wokalistów w historii rocka. Dziś wielu wybitnych współczesnych artystów sceny muzycznej przyznaje się do fascynacji muzyką tego piosenkarza. Twórczość Jobriatha wciąż pozostaje jednak bardzo mało znana, a jego płyty stanowią rarytas.

## Inspiracje w kulturze
Życie Jobriatha stało się inspiracją do filmu Idol, w którym alter-ego zapomnianego gwiazdora nosi nazwisko Maxwell Demon.

## Dyskografia

### Albumy studyjne
| Rok  | Tytuł                   | Label   |
| 1973 | Jobriath                | Elektra |
| 1974 | Creatures of The Street | Elektra |

### Kompilacje
| Rok  | Tytuł             | Label     |
| 2004 | Lonely Planet Boy | Sanctuary |